# Mary Helen Young

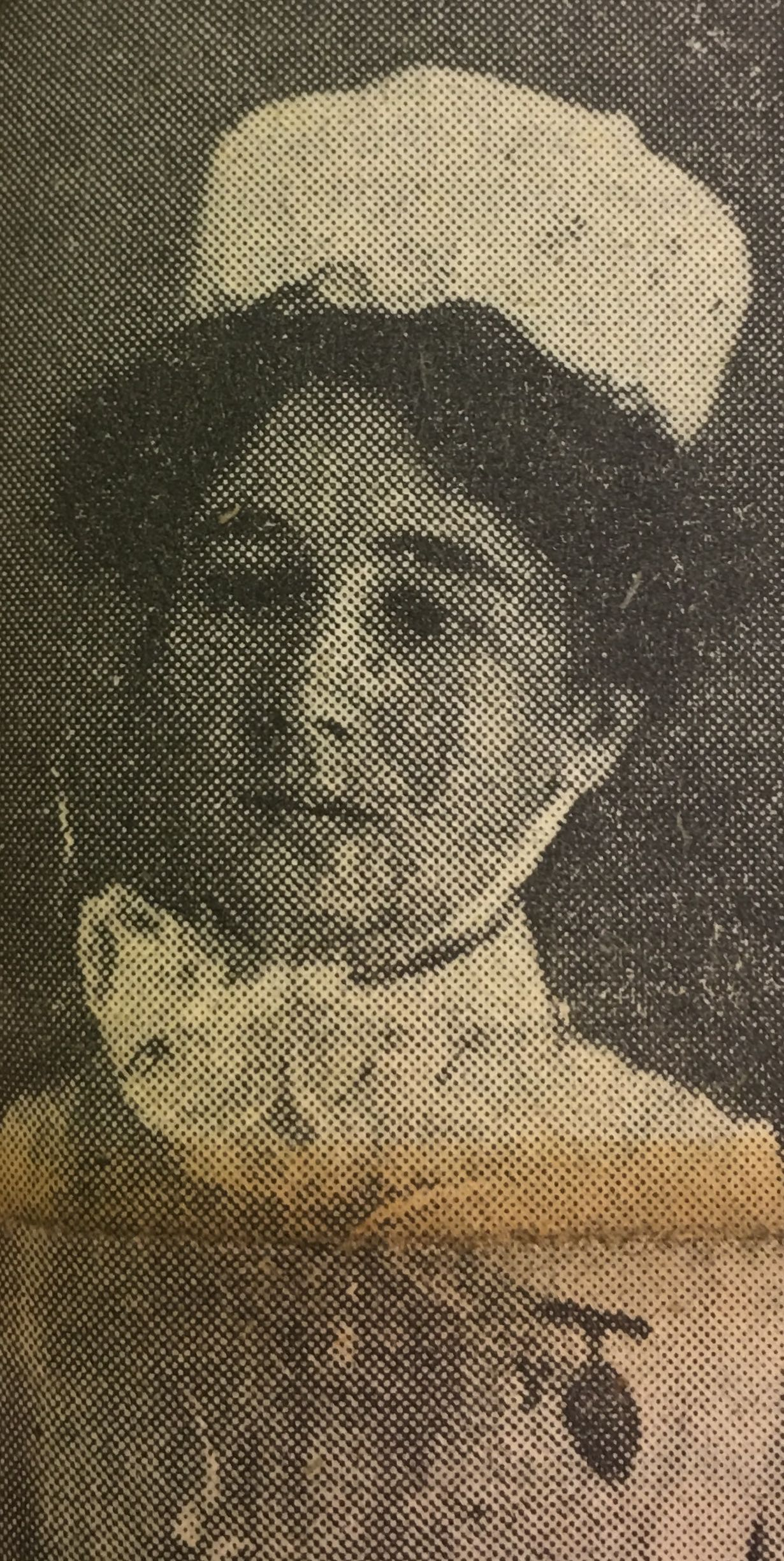
Porträt von Mary Helen Young

Mary Helen Young (* 5. Juni 1883 in Aberdeen; † offiziell am 14. März 1945 im KZ Ravensbrück) war eine schottische Krankenpflegerin und Widerstandskämpferin im Zweiten Weltkrieg.

## Leben
Young war das jüngste von drei Kindern des Lebensmittelhändlers Alexander Young (* 1855; † 1913) und seiner Frau Elizabeth Ann Burnett (* 1854; † 1884). Ihre Mutter starb, als sie noch ein Baby war, woraufhin sie und ihre Familie nach Edinburgh umsiedelten. Nach ihrem Schulabschluss wurde Mary Schneiderin in einem Kaufhaus in Edinburgh, verließ diese Stelle aber nach einigen Jahren, um Krankenschwester zu werden. Sie machte 1908 an der erst kürzlich eröffneten Krankenpflegeschule des Kingston County Hospital in Surrey ihren Abschluss und reiste im September 1909 nach Frankreich, wo sie als private Krankenschwester zu arbeiten begann.

### Erster Weltkrieg
Als 1914 der Erste Weltkrieg erklärt wurde, war Mary Young eine der ersten Krankenschwestern in Paris, die sich freiwillig zum Dienst bei den alliierten Streitkräften meldete. Sie arbeitete in der britischen Armeezone in Frankreich und pflegte Verwundete an der Westfront, wobei sie zeitweise in der Nähe von Kortrijk stationiert war. Ihr Verlobter wurde im Ersten Weltkrieg getötet, woraufhin sie für den Rest ihres Lebens unverheiratet blieb. Nach dem Krieg nahm sie ihre Tätigkeit als private Krankenschwester in Paris wieder auf, besuchte aber regelmäßig Schottland und wohnte jeweils einen Teil ihres Aufenthalts bei ihrer Tante.

### Zweiter Weltkrieg und Inhaftierung
Bei ihrem letzten Besuch in Schottland im Jahr 1937 sprach Young erneut davon, nach Aberdeen zurückzukehren, um sich dort mit ihrer Schwester niederzulassen. Mit Beginn des Zweiten Weltkriegs blieb sie jedoch in Paris und entschied sich, ihre Arbeit auch nach der Besetzung von Paris im Juni 1940 durch die Deutschen fortzusetzen. Im Dezember desselben Jahres wurde sie in ein ziviles Internierungslager in der Nähe von Besançon in Ostfrankreich eingewiesen, wurde nach einigen Monaten allerdings wegen ihres schlechten Gesundheitszustands entlassen und durfte in ihre Pariser Wohnung zurückkehren. Obwohl sie von der Gestapo überwacht wurde, gelang es ihr, von London aus Mitarbeiter zu empfangen, die den französischen Widerstand organisieren sollten, und eine Basis für die Übermittlung von Funksprüchen nach London einzurichten.
Ende 1943 wurde Young von der Gestapo verhaftet, weil sie verdächtigt wurde, britischen Gefangenen zur Flucht verholfen zu haben. Nach einem Verhör wurde sie als politische Gefangene in das Frauenkonzentrationslager Ravensbrück in Deutschland gebracht, wo sie im Februar 1944 im Alter von sechzig Jahren mit einem schlechten Gesundheitszustand ankam. In einer der Nachrichten, die sie vor ihrer Verhaftung unter der Schirmherrschaft des Internationalen Roten Kreuzes an ihre Schwester geschickt hatte, wies sie auf ihre Herzschwäche hin. Da sie klein, circa 150 cm groß, und untergewichtig war, war sie zu schwach, um die schwere Arbeit zu verrichten, die im Konzentrationslager von ihr verlangt wurde. Die schlechten Bedingungen im KZ verschlimmerten ihren Gesundheitszustand, woraufhin sie vermutlich starb. Die Nachricht von ihrem Tod erreichte Schottland erst im September 1945. Als die Informationen über ihre Rolle in der französischen Widerstandsbewegung bekannt wurden, feierten die britischen Zeitungen sie als eine zweite Edith Cavell, die durch die Hand der Deutschen starb, weil sie britischen Gefangenen zur Flucht verholfen hatte.

### Posthum
Nach Untersuchungen des britischen Außenministeriums, des Roten Kreuzes, der britischen Botschaft in Paris und der United Nations War Crimes Commission kam man zu dem Schluss, dass Mary Young Ende Februar oder Anfang März 1945 in Ravensbrück starb. Über ihre Todesursache wurde keine genaue Angabe gemacht, vermutet wurde aber, dass sie möglicherweise auch in einer Gaskammer ermordet worden sein könnte. Am 30. Januar 1948 wurde in einem Urteil des schottischen Court of Session über eine von Annie Sutherland eingereichte Klage zur Regelung des Nachlasses ihrer Schwester der Tod von Mary Helen Young gerichtlich als am 14. März 1945 eingetreten eingestuft. In als Beweismittel vorgelegten Briefen wird auf ihren unbeugsamen Mut und ihre Fröhlichkeit während ihres Aufenthalts im Konzentrationslager hingewiesen.